# Otostigmus cavalcanti
Otostigmus cavalcanti är en mångfotingart som beskrevs av Wolfgang Bücherl 1939. Otostigmus cavalcanti ingår i släktet Otostigmus och familjen Scolopendridae.

## Underarter
Arten delas in i följande underarter:
- O. c. iberaensis
- O. c. cavalcanti